# Aasiaat (gemeente)
Aasiaat (oude schrijfwijze: Ausiait, Deens: Egedesminde) is een voormalige gemeente in Groenland. Aasiaat omvat verschillende eilanden in het zuidelijke deel van de baai Qeqertarsuup Tunua, het is een archipel. De dorpskern ligt op ongeveer 68°43'NB en 52°53' WL.
Aasiaat was tot 2009 een eigen gemeente en een van de twee gemeenten die niet op het vasteland lagen, de andere gemeente was Qeqertarsuaq. De bevolking bedroeg op 1 januari 2005 3310 inwoners op een oppervlakte van 4000 km², waarmee de bevolkingsdichtheid 0,83 inwoners per km² was. Per 1 januari 2009 ging de gemeente op in de nieuw gevormde gemeente Qaasuitsup.

## Geografie
Het grootste eiland van de Aasiaatarchipel is het onbewoonde Saqqarliup Nunaa. Er staan wel enkele huizen, maar deze dienen om de toeristen een overnachtingsplek te geven. Op het westelijke uiteinde van het eiland bevindt zich het verlaten dorp Manermiut.
Tot de voormalige gemeente behoren de dorpen :
1. De stad Aasiaat, bevolkingsomvang 3100, op het gelijknamige eiland, iets ten noordwesten van Saqqarliup Nunaa.
2. Het dorp Akunnaaq (Akúnâk), bevolkingsomvang 101, op het gelijknamige eiland, iets ten noordoosten van, 23 km verwijderd van de stad Aasiaat.
3. Het dorp Kitsissuarsuit, 109 inwoners, op het kleine gelijknamige eiland (in het Deens is Hunde Ejland de benaming voor zowel het dorp als het eiland), 21 km noordwesten van de stad Aasiat (in oostnoordoostelijke richting).
Een ander verlaten dorp is Vester Ejland op het gelijknamige eiland, het meest westelijke eiland van de archipel op zo'n 29 km van Aasiaat (in westzuidwestelijke richting).
Voormalige landsdelen: Kitaa  · Tunu  · Avannaa

Voormalige gemeenten: Aasiaat  · Ammassalik · Ilulissat · Ittoqqortoormiit  · Ivittuut · Kangaatsiaq  · Maniitsoq · Nanortalik · Narsaq · Nuuk · Paamiut · Qaanaaq · Qaasuitsup · Qaqortoq · Qasigiannguit · Qeqertarsuaq · Sisimiut · Upernavik · Uummannaq